# كوره كريستيانسن
كوره گودبران كريستيانسن (بالنرويجية: Kåre Kristiansen؛ 11 مارس 1920 – 3 ديسمبر 2005) كان سياسي نرويجي نشط في حزب الشعب المسيحي ومن بين المحافظين داخل حزبه. قيل أنه كان من دعاة العضوية النرويجية في الاتحاد الأوروبي، كما دعا إلى جهود تعاونية قوية مع حزب المحافظين، وحتى حزب التقدم النرويجي.
كان من المؤيدين المتحمسين لدولة إسرائيل، وفي عام 1994 استقال من لجنة نوبل النرويجية احتجاجاً على منح الجائزة لياسر عرفات، بعد أن وصف الأخير ب«أبرز إرهابي في العالم».

## روابط خارجية
- كوره كريستيانسن على موقع IMDb (الإنجليزية)